# Природа (модуль орбитальной станции «Мир»)

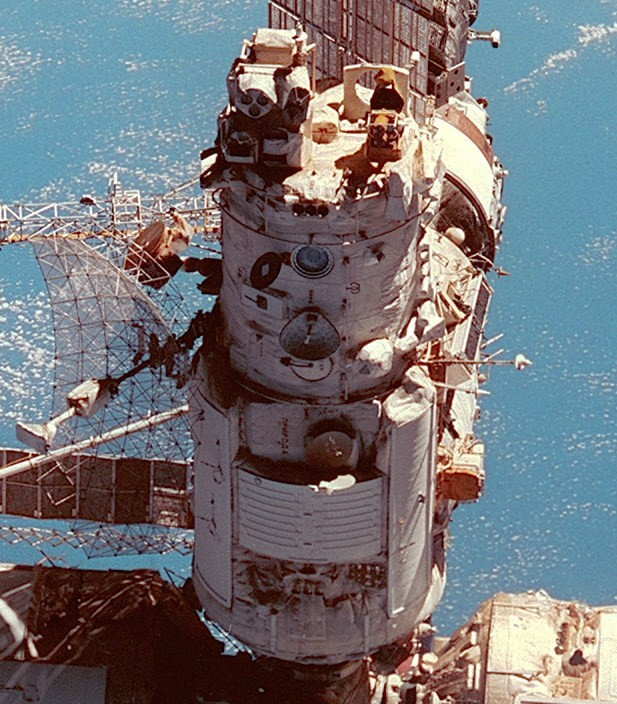
Модуль «Природа», фотография сделана экипажем STS-91

Природа (ЦМ-И, 77КСИ, индекс: 11Ф77И) — шестой модуль советско-российского орбитального комплекса (ОК) 27КС «Мир», был предназначен для проведения научных исследований и экспериментов по исследованию природных ресурсов Земли, верхних слоёв земной атмосферы, космических излучений, геофизических процессов естественного и искусственного происхождения в околоземном космическом пространстве и верхних слоях земной атмосферы. Дата запуска 23 апреля 1996 года. Дата стыковки 26 апреля 1996 года. Система управления модулем разработана харьковским ОАО «Хартрон».

## Данные
- Длина: 9,7 м
- Диаметр: 4,35 м
- Масса: 20 т
- Масса полезной нагрузки: 7 т

## История создания
По окончании холодной войны и распада СССР космическая программа испытывала недостаток средств. В январе 1992 года было принято решение об отмене запуска модулей «Спектр» (77КСО) и «Природа» (77КСИ). В июле 1993 года была создана совместная российско-американская космическая программа с целью создания МКС в качестве постоянно обитаемого форпоста человечества в космосе. Для накопления опыта совместной работы сперва был подписан договор о программе «Мир» — «Шаттл», в рамках которой были предусмотрены 10 полётов челноков к станции «Мир» и долгосрочного пребывания астронавтов США на космической станции. Помимо средств в размере 400 миллионов долларов НАСА отдельно оплатило переоборудование модулей «Спектр» и «Природа» в гражданские исследовательские модули, с установкой на модуле «Природа» американской научной аппаратуры массой около 935 кг.

## Запуск
После выхода на орбиту модуля в системе энергопитания модуля произошёл отказ, лишивший его половины запаса электроэнергии. Невозможность подзарядки бортовых батарей из-за отсутствия солнечных панелей существенно осложнила стыковку, дав на её выполнение только один шанс. Тем не менее, 26 апреля 1996 года с первой попытки модуль был успешно состыкован с комплексом и после перестыковки занял последний свободный боковой узел на переходном отсеке базового блока.

## Описание

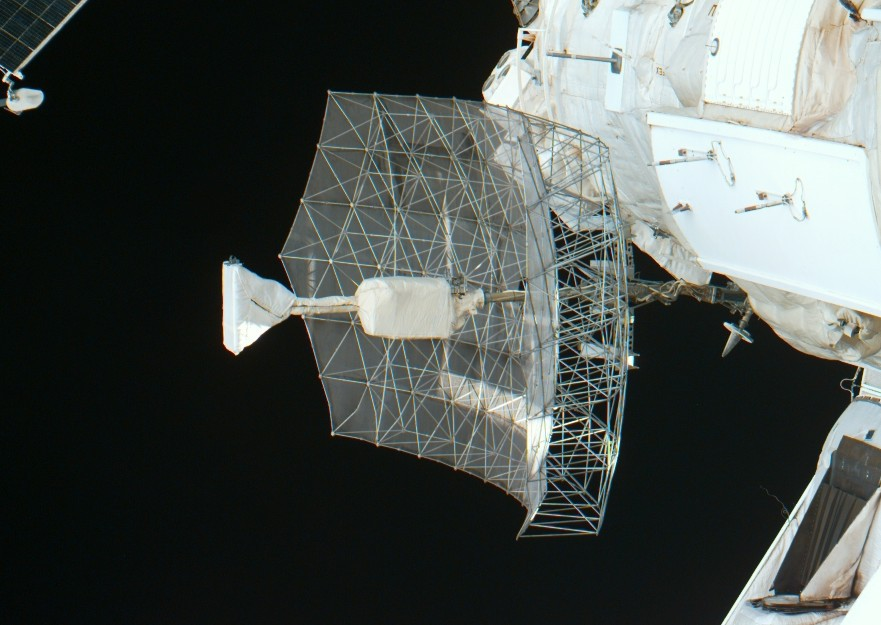
Крупным планом антенна, фотография сделана экипажем STS-79

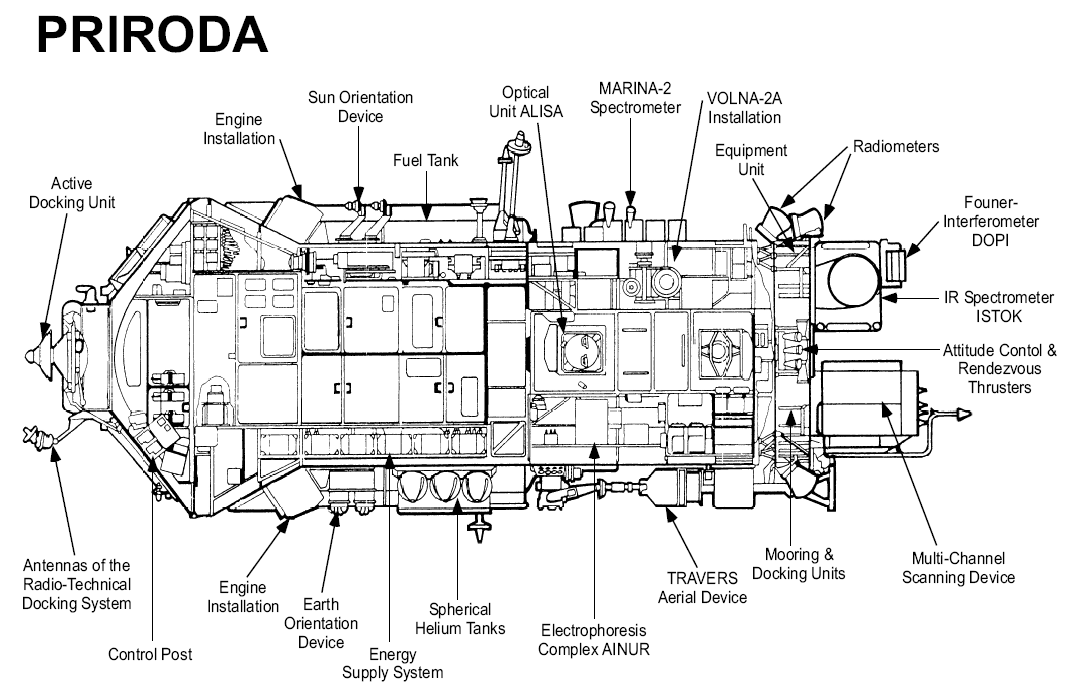
Строение модуля

Модуль состоял из одного герметичного приборно-грузового отсека. Модуль имел один активный стыковочный агрегат, расположенный по его продольной оси. В этом модуле сконцентрированы приборы высокоточного наблюдения за земной поверхностью в различных диапазонах спектра. В состав модуля помимо российского оборудования также включено около 935 кг американского оборудования, германский оптоэлектронный стереосканер MOMS-2P.
Штатное положение модуля «Природа» в составе «станции Мир» — ось Z.